# Dunnart à ventre gris
Sminthopsis griseoventer
Espèce
Répartition géographique
Synonymes
- Sminthopsis caniventer Baverstock, Adams, & Archer, 1984[2]

Statut de conservation UICN

 LC  : Préoccupation mineure
Le Dunnart à ventre gris (Sminthopsis griseoventer) est une espèce de souris marsupiales qui a été décrite pour la première fois en 1984. Sa longueur totale est de 130 à 192 mm, dont 65 à 98 mm pour la tête et le corps et 65 à 95 mm pour la queue. L'oreille gris olive avec une longueur comprise entre 17 et 18 mm. La longueur du pied est de 16 à 17 mm et son poids va de 15 à 25 g.

## Distribution et habitat
On le trouve dans les régions côtières du Sud-Ouest de l'Australie-Occidentale et dans les régions voisines depuis Gairdner Plages jusqu'au cap Aride, son habitat s'étendant rarement jusqu'à 100 km à l'intérieur des côtes. Une population a été découverte en décembre 2003 en Australie-Méridionale au cours d'une enquête du ministère de l'Environnement sur le patrimoine biologique  de la péninsule d'Eyre. Son habitat comprend des forêts avec sous-bois, des bois, des zones de marécages et des landes. Aucune sous-espèce n'a été identifiée.

## Liste des sous-espèces
Selon BioLib (10 mars 2021) :
- sous-espèce Sminthopsis griseoventer boullangerensis Crowther, Dickman & Lynam, 1999
- sous-espèce Sminthopsis griseoventer griseoventer Kitchener, Stoddart & Henry, 1984

## Organisation sociale et reproduction
Cette espèce nocturne qui habite dans les feuilles mortes et les terriers. Les petits sont élevés dans un nid sous-terre de quelques centimètres de diamètre, avec les petits naissant en août sur l'île de Boullanger et en octobre ailleurs. Il y a une portée par an.

## Régime alimentaire
C'est un marsupial nocturne omnivore qui se nourrit d'insectes, de petits mammifères, de reptiles amphibiens ainsi que de fruits tendres.

## Étymologie
Son nom spécifique, du latin griseus, « gris », et venter, « ventre », lui a été donné en référence à sa livrée.

## Publication originale
- (en) D. J. Kitchener, J. Stoddart et J. Henry, « A taxonomic revision of the Sminthopsis murina complex (Marsupialia, Dasyuridae) in Australia, including descriptions of four new species », Records of the Western Australian Museum, Western Australian Museum, vol. 11,‎ 1984, p. 201-247 (ISSN 0312-3162, lire en ligne).